# Нора Мерк
Нора Мерк (норв. Nora Mørk; нар. 5 квітня 1991, Осло, Норвегія) — норвезька гандболістка, яка виступає на позиції правої напівсередньої. Олімпійська чемпіонка. Чемпіонка світу і Європи. Переможнця Ліги чемпіонів.

## Спортивна кар'єра
На клубному рівні виступала за:
| Роки      | Команда                  |
|           |                          |
| 2007      | «Баккелагетс»            |
| 2007      | «Ольборг»                |
| 2008      | «Баккелагетс»            |
| 2008–2009 | «Ньйор»                  |
| 2009–2016 | «Ларвік»                 |
| 2016–2019 | «Дьйорі Ауді ЕТО»        |
| 2019–2020 | КСМ (Бухарест)           |
| 2020–2022 | «Вайперс» (Крістіансанн) |
| 2022–     | «Есб'єрг»                |

У складі національної команди дебютувала 21 вересня 2010 року. Учасниця Олімпійських ігор, чемпіонатів світу і Європи. Найрезультативніший гравець жіночого гандбольного турніру на Олімпіаді в Ріо-де-Жанейро (62 голи), чемпіонату світу 2017 (66) і європейських першостей 2016 (53), 2020 (52), 2022 (50).
За збірну Норвегії виступає і її сестра Теа Мерк.

## Досягнення
У збірній
Олімпійські ігри
- Перше місце (1): 2024
- Третє місце (2): 2016, 2020

Чемпіонат світу
- Перше місце (1): 2015[en], 2021
- Друге місце (1): 2017, 2023

Чемпіонат Європи
- Перше місце (5): 2010[en], 2014[en], 2016[en], 2020, 2022

Чемпіонат світу серед юніорів 
- Перше місце (1): 2010

Чемпіонат Європи серед юніорів
- Перше місце (1): 2009

У клубах
Ліга чемпіонів
- Перше місце (6): 2011, 2017, 2018, 2019, 2021, 2022

Чемпіонат Норвегії
- Перше місце (7): 2010, 2011, 2012, 2013, 2014, 2015, 2016, 2021

Кубок Норвегії
- Перше місце (7): 2009, 2010, 2013, 2014, 2015, 2020, 2021

Чемпіонат Угорщини
- Перше місце (3): 2017, 2018, 2019

Суперкубок Румунії
- Перше місце (1): 2019

Чемпіонат Данії
- Перше місце (2): 2023, 2024

Кубок Данії
- Перше місце (3): 2022, 2023, 2024